# 港 (浦安市)
港（みなと）は千葉県浦安市にある地名。郵便番号は279-0024。

## 地理
第2期海面埋立事業によって作られた新町地区に位置する。ほぼ全域が鉄資材を扱う加工工場と倉庫で占められており、一般住居は存在しない。隣接する第1期海面埋立地の鉄鋼通り地区も含めて巨大な「浦安鉄鋼団地」を形成し、全部で219社、約270の倉庫・工場がある関東随一の工業団地となっている。
地区内は計画的に整備され、大型トラックが出入りする関係で総じて道幅が広い。また、水際には海運での積み出しが可能な倉庫が並んでいる。
東は東京湾、西は鉄鋼通り、南は見明川を挟んで千鳥、北は高洲・千鳥と接している。

## 歴史

### 地名の由来
1973年（昭和48年）に策定した「総合開発計画」において、鉄鋼流通基地の中心的に位置づけられており、港としての利用が考えられることから付けられた。

### 沿革
- 1979年（昭和54年）9月21日　第2期海面埋立事業により、東葛飾郡浦安町港を新設。
- 1981年（昭和56年）4月1日　市制施行により、浦安市港となる。

## 町名の変遷
| 実施後 | 実施年月日      | 実施前（各町名ともその一部） |
| ------ | --------------- | ---------------------------- |
| 港     | 昭和54年9月21日 | （地名なし）                 |

## 世帯数と人口
2017年（平成29年）10月31日現在の世帯数と人口は以下の通りである。
| 大字 | 世帯数 | 人口 |
| ---- | ------ | ---- |
| 港   | 22世帯 | 22人 |

## 小・中学校の学区
市立小・中学校に通う場合、学区は以下の通りとなる。
| 番地 | 小学校               | 中学校               |
| ---- | -------------------- | -------------------- |
| 全域 | 浦安市立見明川小学校 | 浦安市立見明川中学校 |

## 施設
- 浦安鉄鋼団地（219社、約270の倉庫・工場がある）